# Nitsjatkameer
Het Nitsjatkameer (Russisch: озеро Ничатка; ozero Nitsjatka; Evenks voor "vismeer") is een meer in het noorden van het district Kalar in het noorden van de Russische kraj Transbaikal. Vanwege zijn heldere water, de rondom oprijzende bergtoppen en rijkdom aan diersoorten wordt het ook wel 'Klein Baikal' genoemd. Het maakt deel uit van het nationaal park Kodar.

## Geografie en hydrologie
Het meer ligt in het centrale deel van de Nitsjatkalaagte in een trogdal van de Longdorhoogte. De rivier de Sen stroomt aan noordzijde uit het meer naar de Tsjara.
Het meer heeft een oppervlakte van 40,5 km² en een stroomgebied van 1790 km². Het is tot 117 meter diep en is daarmee een van de diepste meren van de regio Transbaikal. Het zoutgehalte van het water bedraagt slechts 100 mg/dm³.
Het meer is meestal van eind oktober, begin november tot begin mei bevroren (190-235 dagen), waarbij de ijsdikte tot 175 centimeter oploopt.

## Vissoorten
Vissoorten in het meer zijn onder andere Coregonus, vlagzalm, blankvoorn, baars, lenok en taimen.